# Gran Jural de l'Estat
El Gran Jural de l'Estat (Mongol:Улсын Их Хурал, Ulsyn Ikh Khural) és la cambra legislativa de Mongòlia.

## Composició actual
| Partit | Partit                        | Partit | Representants |
| ------ | ----------------------------- | ------ | ------------- |
|        | Partit del Poble Mongol       | PPM    | 68 / 126      |
|        | Partit Democràtic             | PD     | 42 / 126      |
|        | Partit HUN                    | HUN    | 8 / 126       |
|        | Coalició Nacional             |        | 4 / 126       |
|        | Voluntat Cívica - Partit Verd |        | 4 / 126       |